# Aïn Boucif
Aïn Boucif (in arabo عين بوسيف‎?) è una città dell'Algeria, capoluogo dell'omonimo distretto, nella provincia di Médéa.